# Ка Никола (Венеција)
Ка Никола (итал. Ca' Nicola) је насеље у Италији у округу Венеција, региону Венето.
Према процени из 2011. у насељу је живело 37 становника. Насеље се налази на надморској висини од -1 м.